# متنزه شاطئ ويستكوت الحكومي
متنزّه شاطئ ويستكوت الحكومي تبلغ مساحة المتنزّه 318 أكر (1.29 كـم2) متنزّه الولاية في مقاطعة جيفرسون ، نيويورك . يكون موقع المتنزّه في الطرف الشرقي من بحيرة أونتاريو في بلدة هندرسون .

## وصف المتنزّه
يوفر المتنزّه شاطئًا وملاعبًا وطاولات نزهة وأجنحة ومسارًا طبيعيًا ومخيمًا جماعيًا وصيد الأسماك وإطلاق قارب وأرصفة وامتياز للطعام. تتوفر مسارات للمشي لمسافات طويلة والتزلج الريفي على الثلج والمشي بالأحذية الثلجية يوفر المتنزّه ايضًا موقعًا للتخييم يضم 168 موقعًا للتخييم.

## روابط خارجية
- متنزهات ولاية نيويورك: Westcott Beach State Park
- Westcott Beach State Park خريطة المسار